# Kułaczkowce
Kułaczkowce (ukr. Кулачківці) – wieś w rejonie śniatyńskim obwodu iwanofrankiwskiego. W II Rzeczypospolitej miejscowość była siedzibą gminy wiejskiej Kułaczkowce w powiecie kołomyjskim województwa stanisławowskiego. Wieś liczy 1410 mieszkańców.
W latach 1943–1944 nacjonaliści ukraińscy z OUN-UPA zamordowali tutaj 16 Polaków.

## Dwór
- dwór wybudowany w stylu klasycystycznym przed 1850 r. ocalał do 1939 r.[2].

## Urodzeni
- Rafał Władysław Kiernicki - urodził się w 1912 r. w Kułaczkowcach, polski ksiądz rzymskokatolicki, biskup pomocniczy archidiecezji lwowskiej.